# Françoise Deslogères
Françoise Deslogères est une ondiste française née le 9 mai 1929 à Boulogne-Billancourt et morte dans la même ville le 20 septembre 2020.

## Carrière
Françoise Deslogères naît le 9 mai 1929 à Boulogne-Billancourt.
Elle étudie le piano avec Geneviève Joy et Jeanne Blancard ainsi que l'harmonie avec Henri Challan. Elle commence à se produire en récital en tant que pianiste à compter de 1955, avant de travailler les ondes Martenot à partir de 1957 avec son inventeur Maurice Martenot et sa sœur Ginette Martenot. Françoise Deslogères mène alors une carrière de soliste sur l'instrument à compter de 1960.
En 1968, elle fonde le Trio Deslogères, un trio pour ondes Martenot, piano et percussions qui réalise de nombreuses créations et tournées.
Comme pédagogue, elle enseigne les ondes Martenot au Conservatoire de Boulogne-Billancourt à partir de 1971 et à la faculté de Pau entre 1973 et 1978.
Françoise Deslogères meurt le 20 septembre 2020 à Boulogne-Billancourt.

## Créations
Comme interprète aux ondes Martenot, Françoise Deslogères est la créatrice de plusieurs œuvres :
- en soliste :
  - De Voci (1958) et Pièces de chair (1967) de Sylvano Bussotti ;
  - Concerto (1966) de Raymond Depraz ;
  - Impacts pour deux orchestres à cordes et ondes (1972) et Ragas d'Antoine Tisné ;
- en duo avec la percussion :
  - Antiphonaire (1968) de Jean-Jacques Werner ;
  - Mirages (1973) de Patrice Sciortino ;
  - Points de rencontre (1977) de Charles Chaynes.